# EU-battlegroup

Belgisch militair oefent met EU-battlegroup in Duitsland in 2014.

Een EU-battlegroup of EU-strijdgroep (Engels: EU Battlegroup), afgekort EU BG, is een type snellereactie-eenheid binnen de strijdkrachten van de Europese Unie. Het is een samengesteld bataljon (bataljonstaakgroep) van ongeveer 1500 militairen.
Het opstarten van het Helsinki Headline Goal-proces op een EU-top in december 1999 in Helsinki resulteerde in de instelling van een EU-interventiemacht van in totaal 60.000 troepen tegen 2003. Deze macht kwam te bestaan uit de zogeheten EU-battlegroups à 1500 militairen per bataljon, waarvan elke snel inzetbaar diende te zijn. Veel strijdgroepen zijn multinationaal: de militairen zijn afkomstig uit verschillende EU-lidstaten. Er vinden regelmatig oefeningen plaats en te allen tijde staan er twee battlegroups paraat. Tot nu toe zijn de EU-battlegroups nog nooit ingezet in conflictsituaties.

## Battlegroups
De oorspronkelijke dertien battlegroups werden voorgesteld op 22 november 2004. Sindsdien zijn er nieuwe battlegroups bijgekomen.

### Bijdragen

Venndiagram van EU- en NAVO-lidmaatschappen.

Grotere lidstaten dragen soms hun eigen battlegroups bij, terwijl kleinere lidstaten gezamenlijk groepen vormen. Elke groep heeft een 'leidend land' of 'framework nation' dat het operationele bevel voert, gebaseerd op het model dat opgezet werd tijdens de EU-vredesmissie in Congo-Kinshasa (Operatie Artemis). Elke groep heeft ook een eigen hoofdkwartier. Drie niet-EU NAVO-landen, Noord-Macedonië, Noorwegen en Turkije, doen allebei mee aan een groep; bovendien neemt ook een niet-EU niet-NAVO-landen deel, Oekraïne. Denemarken heeft een uitzonderingsclausule in haar toetredingsverdrag en hoeft daarom niet mee te doen aan het Gemeenschappelijk veiligheids- en defensiebeleid. Ook Malta doet momenteel niet mee aan een battlegroup.
Deelnemende EU-lidstaten
| - België - Bulgarije - Cyprus - Duitsland | - Estland - Finland - Frankrijk - Griekenland | - Hongarije - Ierland - Italië - Kroatië | - Letland - Litouwen - Luxemburg - Nederland | - Oostenrijk - Polen - Portugal - Roemenië | - Tsjechië - Slovenië - Slowakije - Spanje | - Verenigd Koninkrijk - Zweden |

Deelnemende niet-EU NAVO-lidstaten
- Noord-Macedonië
- Noorwegen
- Turkije

Deelnemende niet-EU niet-NAVO-lidstaten
- Oekraïne

Niet-deelnemende EU-lidstaten
- Denemarken (uitzonderingsclausule)
- Malta

Op 1 januari 2007 werd volledige operationele capaciteit bereikt, dat wil zeggen, de Unie kon twee battlegroups tegelijk inzetten. De battlegroups rouleren elk halfjaar.
| Battlegroup                            | Leidend land              | Andere deelnemers                                                                        | Grootte   |
| -------------------------------------- | ------------------------- | ---------------------------------------------------------------------------------------- | --------- |
| French Battlegroup                     | Frankrijk                 | geen                                                                                     | 1500      |
| Italian Battlegroup                    | Italië                    | geen                                                                                     | 1500      |
| Spanish Battlegroup                    | Spanje                    | geen                                                                                     | 1500      |
| British Battlegroup                    | Verenigd Koninkrijk       | Zweden (CBRN/RADAR) 2013, Nederland AATV Troop 2013, Letland Coy 2013, Litouwen Coy 2013 | 1500      |
| French-German Battlegroup              | Frankrijk                 | Duitsland, België, Luxemburg en Spanje                                                   | 1500      |
| French-Belgian Battlegroup             | Frankrijk                 | België                                                                                   | 1500      |
| Battlegroup 107                        | Duitsland                 | Nederland en Finland                                                                     | 1720      |
| German-Czech-Austrian Battlegroup      | Duitsland                 | Tsjechië, Kroatië, Ierland en Oostenrijk                                                 | 1500      |
| Multinational Land Force               | Italië                    | Hongarije en Slovenië                                                                    | 1500      |
| Spanish–Italian Amphibious Battlegroup | Italië                    | Spanje, Griekenland en Portugal                                                          | 1500      |
| Battlegroup I-2010                     | Polen                     | Duitsland, Slowakije, Letland en Litouwen                                                | 2500      |
| Nordic Battlegroup                     | Zweden 2008, 2011, (2015) | Finland, Estland, Ierland en Noorwegen.                                                  | 2500      |
| UK-Dutch Battlegroup                   | Verenigd Koninkrijk       | Nederland                                                                                | 1500      |
| Balkan Battlegroup                     | Griekenland               | Bulgarije, Cyprus en Roemenië                                                            | 1500      |
| Tsjechisch-Slowaakse Battlegroup       | Tsjechië                  | Slowakije                                                                                | 2500      |
| Spanish-led Battlegroup                | Spanje                    | Duitsland, Frankrijk en Portugal                                                         | 1500      |
| Italian-Romanian-Turkish Battlegroup   | Italië                    | Roemenië en Turkije                                                                      | 1500      |
| Weimar Battlegroup                     | Polen                     | Duitsland en Frankrijk                                                                   | 2200      |
| EUBG 2014 II                           | België                    | Duitsland, Nederland, Spanje, Luxemburg en Macedonië                                     | 2500–3700 |

| Geplande battlegroups | Leidend land | Andere deelnemers                          | Grootte | Operationeel in |
| --------------------- | ------------ | ------------------------------------------ | ------- | --------------- |
| Visegrád Battlegroup  | Polen        | Hongarije, Tsjechië, Slowakije en Oekraïne | 3000    | 2016            |